# 웰컴 투 콜린우드
《웰컴 투 콜린우드》(영어: Welcome to Collinwood)는 미국에서 제작된 앤서니 루소, 조 루소 감독의 2002년 케이퍼 코미디 영화이다. 윌리엄 H. 메이시 등이 출연하였고, 조지 클루니 등이 제작에 참여하였다. 이 영화는 2003년에 사망한 마이클 지터의 극장판 영화 출연작 중 생전에 개봉된 마지막 작품이다.

## 출연진
- 윌리엄 H. 메이시
- 아이제이아 워싱턴
- 샘 록웰
- 마이클 지터
- 루이스 구스만
- 퍼트리샤 클라크슨
- 앤드루 더볼리
- 조지 클루니
- 데이비드 워쇼프스키
- 제니퍼 에스포지토
- 개브리엘 유니언

## 기타 제작진
- 공동 제작: 스콧 시프먼
- 배역: 크리스틴 시크스
- 미술: 톰 마이어
- 의상: 줄리엣 폴크사